# 以色列護照
以色列護照（希伯來語：דרכון ישראלי），是以色列國發行的身份證明文件之一，供以色列公民在出國時使用。在外國遇險時，可以持此證件獲得以色列駐外使领館的協助。
以色列允许多重国籍。以色列公民可同時持有由其他國家發行的護照，惟在以色列出入境期間必須使用本國護照。此政策過去曾引起爭議，至2002年獲通過並實施。

## 歷史
强制性的巴勒斯坦护照在1948年5月15日英国对巴勒斯坦的托管结束时失效。在1948年5月14日以色列宣布独立后，以色列于1948年开始签发旅行证件。起初，它们仅仅被描述为旅行证件，最初有效期为两年，并使用希伯来语和法语文本。1952年，以色列议会通过了以色列国籍法，以色列开始签发被称为护照的旅行证件。第一本护照颁发给了果尔达·梅厄，她是第一任以色列驻苏联大使。
第一代護照以法語及希伯萊語刻寫了「除德國外，在任何國家均有效」，因此一名以色列公民如欲前往德國，需通知當局把「除德國外」的字句刪除，其方式僅在有關字句上劃線。至1952年以色列與西德簽訂補償協議後不久，其後發行的護照均改為刻寫「在任何國家均有效」。
在1980年以前簽發的以色列護照，均以希伯萊語和法語作語言，及至1980年3月30日，內政部下令其後簽發的護照需以希伯萊語和英語作語言，護照內的法語均以英語取代。
自2006年起，持有人可以護照作為身份證明，在以色列大選中投票。在此之前，選民只能以內部身份證作為證明。在以色列國境外，除外交代表外，一般選民根本不可能在國外投票，因此以護照作身份證明投票的政策，可讓選民在內部身份證遺失或損毀的情況下，提供多一重保障。
如果一對夫妻中，女方如非意願地被男方逼婚，拉比法庭可以下令拒發護照，藉此強制該對夫妻離婚。
根據以色列法律，當局把黎巴嫩、敘利亞、沙特阿拉伯、伊拉克、利比亞、也門及伊朗視作「敵對國家」，以色列公民無論使用本國或別國護照，未經內政部特准，均不得進入這些國家，否則在回國期間可遭受檢控及監禁。敵對國家的清單於1954年制定，最近一次更新是於2007年7月25日加入伊朗。
2008年4月1日，以色列政府建議修訂有關法例，新例包括9個敵對國家及屬地，包括伊朗、阿富汗、黎巴嫩、利比亞、蘇丹、敘利亞、伊拉克、也門及加沙地帶。
自2020年1月起，以色列當局准許護照持有人（包括穆斯林及猶太人），以宗教或商務為目的，前往沙地阿拉伯。
為配合美國和歐盟的規定，以色列當局推出了生物特徵護照，申請人需親自前往內政部辦公室，以特別的照相機進行拍照記錄，包括臉部骨骼結構、眼睛、耳朵、臉型距離及其比例，並會收集申請人指紋，全數資料均會在護照內記錄，有效期為十年。据报道，边界管制代表撕毁了以色列公民的非生物特征护照。

## 簽證要求

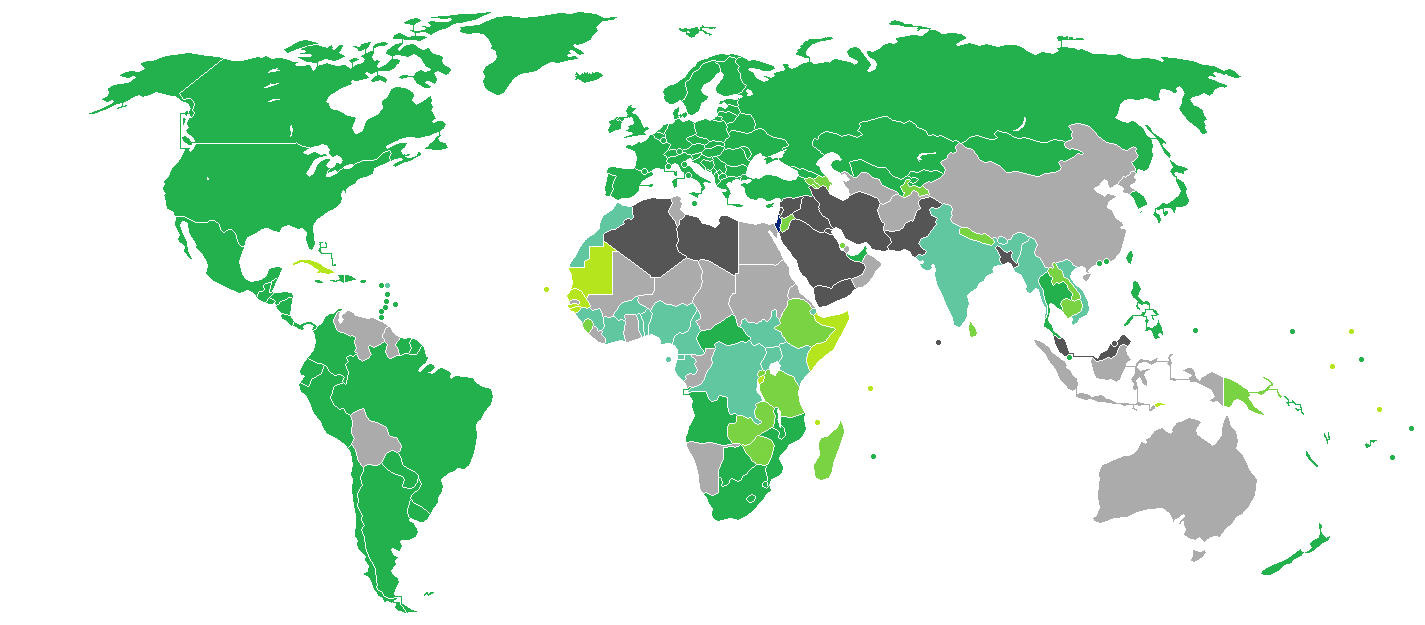
以色列公民的簽證要求
以色列
免簽證
落地簽證
要求簽證
拒絕入境

根据2025年1月8日发布的亨利护照指数，以色列护照可免签证、落地签证或电子签证入境170个国家和地区，位居世界第19。

## 使用限制
出於宗教及政治（尤其是以巴冲突）等原因，一些阿拉伯及伊斯蘭教國家拒絕持以色列護照人士，或含有以色列出入境紀錄、簽證的任何国家护照入境，这些国家包括：
| 国家         | 以色列护照         | 含有以色列出入境记录、簽證的任何国家护照 |
| ------------ | ------------------ | ---------------------------------------- |
| 阿尔及利亚   | 拒绝入境           | 无此限制                                 |
|              | 拒绝入境           | 无此限制                                 |
|              | 拒绝入境           | 无此限制                                 |
|              | 拒绝入境           | 无此限制                                 |
| 伊朗         | 拒绝入境           | 拒绝入境                                 |
| 伊拉克       | 拒绝入境           | 无此限制                                 |
| 科威特       | 拒绝入境           | 拒绝入境                                 |
| 黎巴嫩       | 拒绝入境           | 拒绝入境                                 |
| 利比亞       | 拒绝入境           | 拒绝入境                                 |
| 马来西亚     | 需要簽證和入境許可 | 无此限制                                 |
| 阿曼         | 拒绝入境           | 拒绝入境                                 |
| 巴基斯坦     | 需要簽證和入境許可 | 无此限制                                 |
|              | 需要簽證           | 拒绝入境                                 |
| 沙烏地阿拉伯 | 拒绝入境           | 无此限制                                 |
| 叙利亚       | 拒绝入境           | 拒绝入境                                 |
| 葉門         | 拒绝入境           | 拒绝入境                                 |

1 - 庫德斯坦自治區允許以色列公民入境。
2 - 需要持有马来西亚内政部开具的批文方可入境。
3 - 只允許商務和宗教性質的訪問，事前需要申請特別簽證（穆斯林朝聖者除外）。
对此，以色列方面为减少旅客不便，会安排边防人员另备纸张用作盖印。一些國家允許國民申請加持第二本護照，避免旅行至這些國家時造成不便。
2020年8月13日，以色列和阿联酋签署了《以阿和平協議》，阿联酋对以色列的入境禁令因此解除；同年10月，《以色列–蘇丹和平協議》签署，苏丹对以色列的入境禁令也因此解除。
埃及和约旦两国均与以色列接壤，一些国家会留意该两国的护照盖印，以分辨通往以色列的陆路口岸，从而推断旅客有否曾经进入以色列。例如曾从埃及塔巴出入境的旅客，或会被上述国家拒绝入境。另外以陆路由约旦进入叙利亚的旅客，如果护照没有入境约旦的盖印，也会有机会被叙利亚拒绝入境。
此外，部分以色列國民會設法成為擁有多重國籍者，藉申請第二個國家的國籍前往以色列公民被禁止前往的國家或地區，變相令本身作為以色列人的旅行限制消失。但目前為止只有10%的以色列國民擁有多重國籍。